# Премия Фельдкирха
Премия Фельдкирха (нем. Feldkircher Lyrikpreis) — австрийская премия в области поэзии. Присуждается ежегодно с 2003 года в городе Фельдкирхе. Учредителем премии выступил фельдкирхский театр Theater am Saumarkt. Финансируется Правительством Австрии, официальными структурами земли Форарльберг и частными банками. В состав жюри входят австрийские поэты и филологи.

## Лауреаты

### 2009
1. Маркус Пёттлер
2. Зильке Петерс и Тило Краузе (ex aequo)

### 2008
1. Андреас Неезер
2. Мартин Штраус
3. Лина Гофштеттер

### 2007
1. Клаус Хендль
2. Бернхард Заупе
3. Александра Лавидзари
4. Томас Штайнер

### 2006
1. Адельгейд Даимен
2. Кристина Хайдеггер
3. Людвиг Лаэр
4. Ганс Айхгорн

### 2005
1. Кнут Шафлингер
2. Юлия Ромберг
3. Удо Кавассер
4. Клаус Эбнер

### 2004
1. Эльсбет Мааг
2. Кнут Шафлингер
3. Лиза Майер
4. Гертруда Пибер-Прем
5. Сабина Эшгфеллер
6. Удо Кавассер и Вальтер Пухер

### 2003
1. Эльфрида Керер
2. Норберт Майер
3. Вальтер Пухер
4. Мехтильда Подцайт-Лютьен
5. Ульрика Ульрих